# Skomakarböle
Skomakarböle (fi. Suutarila) är ett distrikt och en stadsdel i Helsingfors stad.
Delområden inom distriktet är Brobacka och Lidamalmen. (Bakom dessa länkar finns mera detaljerad information). 
Delområden inom stadsdelen är Brobacka, delar av Stapelstaden och Lidamalmen.
De fyra grundarna av rockbandet The Rasmus är födda i Skomakarböle och bildade bandet i Skomakarböles gymnasieskola år 1994.